# Ludovico de Torres mlajši
Ludovico kardinal de Torres mlajši, italijanski rimskokatoliški duhovnik, škof in kardinal, * 1552, Rim, † 8. julij 1609.

## Življenjepis
22. januarja 1588 je bil imenovan za nadškofa Monreala.
11. septembra 1606 je bil povzdignjen v kardinala.